# Arsen Pavlov
Arsen Sergeevič Pavlov, meglio conosciuto col nome di battaglia Motorola (in russo Арсен Сергеевич Павлов?; Uchta, 2 febbraio 1983 – Donec'k, 16 ottobre 2016), è stato un militare russo, comandante di un'unità secessionista filorussa tra quelle più operative del teatro di guerra nell'Ucraina orientale, nella regione del Donbass.
Prima della sua carriera come comandante del battaglione "Sparta" lavorava in Russia in un autolavaggio.

## Biografia
Cittadino russo, Pavlov è nato a Uchta, Repubblica dei Komi, nell'allora URSS, il 2 febbraio 1983. Ha vissuto a Rostov sul Don e ha prestato servizio per 4 anni e 5 mesi come elettricista (da qui il soprannome Motorola) nella fanteria della Marina russa, prendendo parte alla seconda guerra cecena dove ha acquisito una buona esperienza militare. L'11 luglio 2014, nel pieno della guerra in Ucraina per la secessione del Donbass si è sposato con Elena Kolenkina, una ragazza originaria di Donec'k; al  matrimonio erano presenti le due figure di spicco di allora tra i miliziani, ossia l’ex colonnello russo dell'FSB Igor' Girkin (meglio conosciuto come Strelkov) e il secessionista ucraino filorusso Pavel Gubarev.
In un'intervista di giugno 2014 al giornale russo Zavtra, Pavlov ha dichiarato che precedentemente era già sposato ed è padre di un figlio di cinque anni.
Arsen Pavlov è stato ucciso il 16 ottobre 2016 dall'esplosione di un ordigno all'interno dell'ascensore della sua residenza.

## Attività in Ucraina
Il 16 marzo 2014 ha preso parte alle proteste filorusse dell’anti-Maidan a Charkiv, Ucraina. Pavlov ha dichiarato, in un'intervista nella quale raccontava la sua vita, di essere arrivato da solo in Ucraina in seguito allo scoppio delle rivolte di Maidan a Kiev prendendo un treno ed arrivando a Jasynuvata, successivamente si è arruolato come volontario nelle milizie filorusse della Repubblica di Doneck dove in seguito si è affermato come comandante del battaglione "Sparta", uno dei principali battaglioni paramilitari filorussi che combatte contro il governo centrale di Kiev nella guerra dell'Ucraina orientale (Donbass) iniziata il 6 aprile 2014.
Pavlov ha guidato il suo battaglione nelle importanti battaglie di Illovaisk (Ucraina) dove un gran numero di soldati ucraini sono stati accerchiati e catturati dai miliziani filorussi e presso l'Aeroporto di Donec'k, conquistato alla fine dai miliziani filorussi il 23 gennaio 2015 dopo 242 giorni di dure battaglie con i soldati dell'esercito ucraino (soprannominati dal governo ucraino "cyborg" per via della loro tenacia nei combattimenti per il controllo dell'aeroporto).
Pavlov finì nella lista nera del governo ucraino come una tra le principali persone ricercate per formazione di gruppi illegali paramilitari e formazioni militari (articolo 260,parte 5) sul suolo ucraino. A febbraio 2015 fu inserito dall'Unione europea nella lista delle persone sanzionate a cui è vietato l'ingresso nel territorio europeo.
Arsen Pavlov venne filmato in un reportage della rete televisiva locale di Kharkiv durante le proteste filorusse e riportato in un articolo del 17 marzo 2014 
Nel febbraio 2015 Arsen Pavlov venne inserito nella lista delle persone sanzionate per il conflitto armato in Donbass in qualità di comandante del Battaglione Sparta, insieme a Pavel Dremov in quanto comandante della Guardia nazionale cosacca dell'esercito del Grande Don 
Pavlov è stato sospettato, ma non processato, dell'uccisione, che sarebbe avvenuta nel 2015, di 15 soldati ucraini fatti prigionieri, azione che si configura come un crimine di guerra.
Motorola in più interviste ha affermato di essere andato a combattere nella regione del Donbass non per aspirazioni politiche o per soldi ma per difendere quella che, a suo dire, era la scelta delle persone del Donbass di difendere la loro terra e di vivere liberi come vogliono; ha dichiarato che il Donbass è, secondo lui, una "terra russa".